# حازم تحسين بك
الأمير حازم بن تحسين بك سعيد هو زعيم يزيدي ولد سنة 1963 في باعذرة التابعة لقضاء الشيخان في محافظة نينوى.
والده هو تحسين بك سعيد الذي كان يشغل منصب أمير اليزيديين في العراق والعالم والذي توفي يوم الإثنين 28 يناير 2019 في إحدى مستشفيات مدينة هانوفر بألمانيا بعد معاناة مع مرض عُضال، وقد كان حازم تحسين بك وكيلاً لوالده منذ العام 1989.
اختير حازم تحسين بك لخلافة والده، لكن مجموعة من وجهاء ورجال دين الطائفة اليزيدية أعلنت رفضها لاختياره، فحل محله الأمير نايف بن داود.
يذكر آن حازم تحسين بك حاصل على شهادة البكالوريوس من كلية الزراعة – جامعة بغداد، كما شغل عضوية نائب في برلمان كردستان العراق.